# Acanthoponera goeldii
Acanthoponera goeldii is een mierensoort uit de onderfamilie van de Heteroponerinae. De wetenschappelijke naam van de soort is voor het eerst geldig gepubliceerd in 1912 door Forel.